# Трапесковци
Трапèсковци е село в Северна България, община Габрово, област Габрово.

## География
Село Трапесковци се намира на около 9 km източно от центъра на Габрово, 6 km западно от Трявна и километър северно от село Боженците. Разположено е в южните разклонения на Габровските възвишения, по десния долинен склон на извиращата при село Боженците и течаща на север река Андъка (наричана от местното население Божанка). Минаващият през Трапесковци третокласен републикански път III-5524, достигащ на юг до Боженците, води на северозапад през селата Черневци и Болтата до село Донино, където чрез малък участък на третокласния републикански път III-5522 се свързва с първокласния републикански път I-5 (Русе – Велико Търново – Дряново – Габрово – Казанлък – ГКПП Маказа - Нимфея), частично съвпадащ с Европейски път Е85.

## История
През 1995 г. дотогавашното населено място колиби Трапесковци придобива статута на село..

## Население
Населението на село Трапесковци наброява 132 души при преброяването към 1934 г. и намалява до 10 души към 1992 г., наброява 7 души (по текущата демографска статистика за населението) към 2019 г.
Преброяване на населението през 2011 г.
Численост и дял на етническите групи според преброяването на населението през 2011 г.:
|                     | Численост | Дял (в %) |
| Общо                | 9         | 100,00    |
| Българи             | 9         | 100,00    |
| Турци               | 0         | 0,00      |
| Цигани              | 0         | 0,00      |
| Други               | 0         | 0,00      |
| Не се самоопределят | 0         | 0,00      |
| Неотговорили        | 0         | 0,00      |